# Centre-ville de Saint-Paul (La Réunion)
Pour les articles homonymes, voir Saint-Paul.
Le centre-ville de Saint-Paul est le centre-ville de la commune de Saint-Paul, ville du nord-ouest de l'île de La Réunion, un département et région d'outre-mer français dans le sud-ouest de l'océan Indien. 

## Caractéristiques
Structuré par un plan hippodamien, il s'étire principalement selon un axe sud-ouest-nord-est, étant borné au nord-ouest par la baie de Saint-Paul et au sud-est par la chaussée Royale, qui le sépare de l'étang de Saint-Paul.